# اکسیلیوس ناپلی
اکسیلیوس ناپلی (انگلیسی: Auxilius of Naples; ۱ ژانویهٔ ۰۸۰۱ – ۱ ژانویهٔ ۰۹۰۱) نویسنده بود.